# Stoczek Łukowski
Stoczek Łukowski is een stad in het Poolse woiwodschap Lublin, gelegen in de powiat Łukowski. De oppervlakte bedraagt 9,13 km², het inwonertal 2728 (2005).

## Verkeer en vervoer
- Station Stoczek Łukowski